# پیتر فن فوسن
پیتر فن فوسن (هلندی: Peter van Vossen؛ زادهٔ ۲۱ آوریل ۱۹۶۸) یک بازیکن فوتبال اهل هلند است.

## تیم ملی
وی همچنین در تیم ملی فوتبال هلند بازی کرده است.